# Alpette
Alpette es una localidad y comune italiana de la provincia de Turín, región de Piamonte, con 258 habitantes.

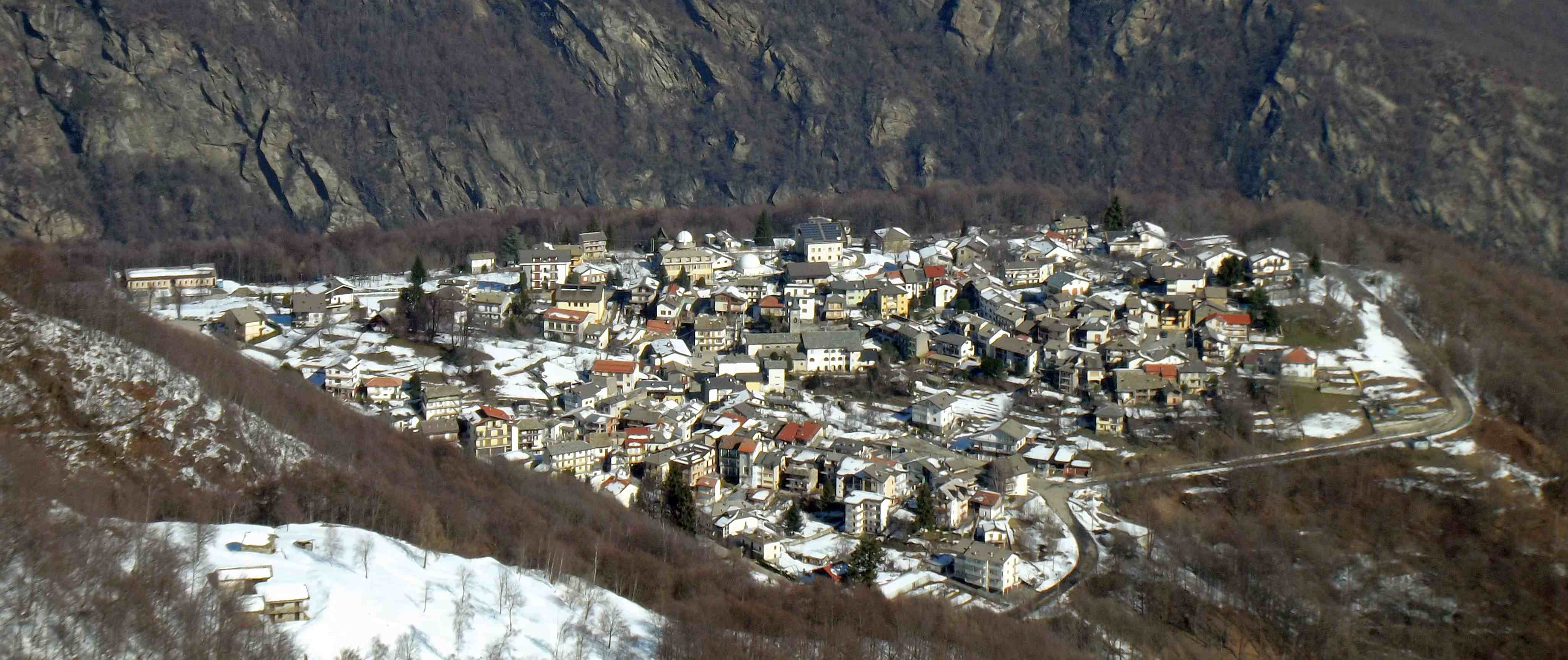
Panorama

## Evolución demográfica
| Gráfica de evolución demográfica de Alpette entre 1861 y 2001 |
|                                                               |
| Fuente ISTAT - elaboración gráfica de Wikipedia               |